# 山东电影制片厂
山东电影制片厂是中华人民共和国山东省的一家电影制片机构，1958年成立。

## 历史沿革
1958年山东电影制片厂成立，建厂初期隶属于山东省文化厅。1980年，山东电影洗印厂投产。1986年，制片厂与山东广播电视艺术团合并为山东电影电视剧制作中心，改隶属于山东省广播电视厅。1987年，制片厂由山东电影洗印厂独立出并正式挂牌运行，划归山东省新闻出版广电局。2016年开始转企改制。